# Kaiketsu Zorro
Kaiketsu Zorro (Japans:快傑ゾロ, letterlijke vertaling buitengewone Zorro) is een Japanse animeserie gebaseerd op het personage Zorro. De serie liep een seizoen van 52 afleveringen, en werd in veel Europese landen (met name Spanje) populair.

## Verhaal
Diego Vega keert terug van zijn studie in Spanje, enkel om zijn thuisstad, Los Angeles, onder een militaire dictatuur aan te treffen. Daar hij niet hulpeloos wil toekijken, vermomd hij zich als de held Zorro en neemt zo de bevolking in bescherming. Ondertussen probeert hij de mooie Lolita het hof te maken, maar zij ziet meer in iemand anders.
Diego wordt geholpen door de stille Bernardo, een jongeman met een gelijk kostuum als zorro, en een bruine hond.

## Hoofdpersonages
- Zorro/Don Diego Vega: de held van de serie. Als Diego doet hij zich voor als lui, laf en stuntelig, maar als Zorro kan hij menig tegenstander de baas.
- Lolita: Diego’s jeugdvriendin en nu zijn liefdesinteresse. Ze mag Diego niet, maar houdt wel van Zorro.
- Bernardo: een weesjongen gevonden door Diego, die nu dienstdoet als Diego’s handlanger. Hij heeft ook een Zorro-kostuum, en wordt vaak “little Zorro” genoemd. Hij doet zich voor als een doofstomme om zo te spioneren voor Zorro.
- Lieutenant Gabriel: een officier van het Spaanse leger, die ook een oogje heeft op Lolita. Hij is de rechterhand van Commandant Raymond.
- Commandant Raymond : de hoofdschurk in de serie. Hij is het corrupte hoofd van het Spaanse leger in Californië.
- Don Alejandro Vega: Diego's vader.
- Sgt. Pedro Gonzales: de sergeant van het Spaanse leger, die dient als de vrolijke noot van de serie.

## Afleveringen
1. The symbol of justice is “Z” !
2. Here comes Little Zorro!
3. Gabriel, the plotter!
4. Wake up my friend!
5. Father's Secret
6. A trap with a red jewel
7. An heiress to property
8. A guitar to kill
9. Let's find the pirate treasure!
10. Diego has become a ghost!
11. The adventure of little Zorro
12. Figaro, the stray dog
13. Little Zorro at full blast
14. The stagecouch is in danger!
15. Lolita's kiss
16. The sword for Japan
17. Zorro is cornered!
18. Diego, the clever detective
19. A house of tricky devices
20. The boy who seeks vengeance on Zorro
21. Fly, the wings of dreams!
22. Gonzales, the thief
23. The bride is a Spanish girl
24. Raymond, the enemy of the people
25. The clown in tears
26. Pepita, the liar
27. Romping madam and the little Zorro
28. Haunted ruins
29. Mona Lisa is crying
30. Gonzales in love
31. Wicked design of the South India trading company
32. The doctor is a drunkard
33. A terrible wooer
34. The order to kill Zorro
35. Gonzales in love again
36. Zorro was unmasked at last!
37. Diego has become a rascal
38. Lady inventor at full blast
39. The battle in the storm
40. My fair lady Zorro
41. Lolita, get your gun!
42. Trap by Ninja magic
43. Beauty and monster
44. Gabriel's rebellion
45. The legend of the divine wood
46. Zorro's head is cut off
47. Governor-general kidnapped
48. A righteous military officer
49. Farewell to the army
50. Blast off the demonic cannons!
51. Raymond: a prelude to the collapse
52. The sword of justice forever

## Aanpassingen
De serie vertoond een aantal verschillen met het originele Zorro-verhaal:
- Bernardo is in deze serie een stuk jonger, en kan ook zelf goed vechten. Ook is hij niet echt doofstom.
- Diego is in deze serie blond en heeft geen snor zoals in andere incarnaties.
- Diego’s paard heet in deze serie Viento, en is wit.